# Сухопутные войска Ганы
Сухопутные войска Ганы —являются основной сухопутной силой Ганы. Вместе с Военно-воздушными силами Ганы и военно-морским флотом Ганы составляют Вооруженные силы Ганы, которые контролируются Министерством обороны Ганы и Центральным штабом обороны.

## История
Структура командования сухопутных войск в Гане первоначально была создана британской армией командования Западной Африки. Генерал-лейтенант Лашмер Уистлер был предпоследним командующим, занимавшим этот пост с 1951 по 1953 год. Генерал-лейтенант сэр Отуэй Герберт, который покинул командование в Западной Африке в 1955 году, был последним командующим.
Командование было распущено 1 июля 1956 года.
В 1957 году армия Ганы состояла из штаба, вспомогательных служб, трех батальонов пехоты и разведывательного эскадрона с броневиками. Общая численность составляла около 5700 человек. Под командованием генерал-майора Александра Пейли в армии Ганы было почти 200 британских офицеров из Ганы и 230 прапорщиков и старших унтер-офицеров.
Премьер-министр Ганы Кваме Нкрума хотел быстро расширить и африканизировать армию, чтобы поддержать свои панафриканские и антиколониальные амбиции. В 1961 году были созданы 4-й и 5-й батальоны, а в 1964 году — 6-й батальон из парашютно-десантного подразделения, первоначально сформированного в 1963 году. Вторая пехотная бригадная группа была создана в 1961 году для командования двумя батальонами, сформированными в том же году. 3-й батальон был расформирован в феврале 1961 года после мятежа в августе 1960 года во время Операции Объединенных Наций в Конго во время службы в Тшикапе в Демократической Республике Конго.
Гана предоставила войска для участия в многочисленных операциях ООН и ЭКОВАС, в том числе на Балканах, в Афганистане, Демократической Республике Конго, Ливане и Либерии (ЭКОМОГ и МООНЛ). Гана внесла свой вклад в миротворческую деятельность ООН в МООНПР во время геноцида в Руанде.
В соответствии с официальным заявлением, опубликованным в среду, 22 марта 2000 года секретарем президента, командиры группы 1-й пехотной бригады на юге и группы 2-й пехотной бригады на севере были назначены генеральными офицерами, командующими Южным и северным командованиями армии Ганы.

## Структура
Армия Ганы разделена на три «командования» размером с бригаду:
- Северное командование (Тамале):

- - 6-й батальон, Ганский полк
  - 69-я воздушно-десантная армия (формирование размером по одной роте в каждом регионе Верхнего Запада и Верхнего Востока соответственно)
  - 155-й бронетанковый разведывательный полк (планируется)

- Центральное командование (Кумаси):
  - 3-й батальон, Ганский полк
  - 4-й батальон Ганского полка
  - 154-й бронетанковый разведывательный полк
  - 2-я эскадрилья связи (Кумаси)
  - 2-й полевой семинар (Кумаси)
  - 49-й инженерный полк (Кумаси)
  - 2-я полевая машина скорой помощи (Кумаси)
  - 2-я транспортная рота (Кумаси)
  - 2-й Центр полевых операций (Кумаси)

- Южное командование (Аккра)
  - 1-й батальон Ганского полка
  - 2-й батальон Ганского полка
  - 5-й батальон Ганского полка (Аккра)
  - 64-й пехотный полк (Аккра)
  - 153-й бронетанковый разведывательный полк (Аккра)
  - 66-й артиллерийский полк (Ho)
  - 48-й инженерный полк (Теши)
  - 1-й полевой семинар (Аккра)
  - 1 Автотранспортный батальон (Аккра)

## Пехота
Сухопутные войска Ганы состоят из трех отдельных пехотных частей:
- Полк Ганы — Основным элементом армии являются шесть батальонов легкой пехоты полка Ганы. Каждой бригаде придано по три батальона

- Воздушно-десантные силы — Воздушно-десантные войска (ABF) — это формирование размером с батальон, включающее роту, прошедшую парашютную подготовку, приданную Северному командованию

- 64 пехотный полк — 64 пехотный полк — это обученные коммандос силы быстрого реагирования, приданные Южному командованию (ранее известному как полк личной охраны президента)